# Raach am Hochgebirge
Raach am Hochgebirge – gmina w Austrii, w kraju związkowym Dolna Austria, w powiecie Neunkirchen. Według Austriackiego Urzędu Statystycznego liczyła 299 mieszkańców (1 stycznia 2014).